# Catena Pelat-Frema-Grand Coyer
La Catena Pelat-Frema-Grand Coyer (detta anche Massiccio del Pelat) è un massiccio montuoso delle Alpi Marittime. Si trova in Francia (dipartimento delle Alpi Marittime).
Prende il nome dalle tre montagne più significative: il Monte Pelat, la Sommet de la Frema ed il Grand Coyer.
Il parco nazionale del Mercantour ingloba la parte settentrionale della catena.

## Collocazione
Secondo le definizioni della SOIUSA la Catena Pelat-Frema-Grand Coyer ha i seguenti limiti geografici: Colle della Cayolle, valle del Varo, Col de Toutes Aures, valle del Verdon, Colle d'Allos, torrente Bachelard, Colle della Cayolle.

## Classificazione
La SOIUSA definisce la Catena Pelat-Frema-Grand Coyer come un supergruppo alpino e vi attribuisce la seguente classificazione:
- Grande parte = Alpi Occidentali
- Grande settore = Alpi Sud-occidentali
- Sezione = Alpi Marittime e Prealpi di Nizza
- Sottosezione = Alpi Marittime
- Supergruppo = Catena Pelat-Frema-Grand Coyer
- Codice =  I/A-2.I-E

## Suddivisione
La Catena Pelat-Frema-Grand Coyer viene suddivisa in tre gruppi e quattro sottogruppi:
- Gruppo del Monte Pelat (16)
- Gruppo della Frema (17)
  - Nodo della Frema (17.a)
  - Catena del Mont Saint Honorat (17.b)
- Gruppo del Grand Coyer (18)
  - Catena dei Coyers (18.a)
  - Catena Courradour-Puy de Rent-Chamatte (18.b)

## Montagne

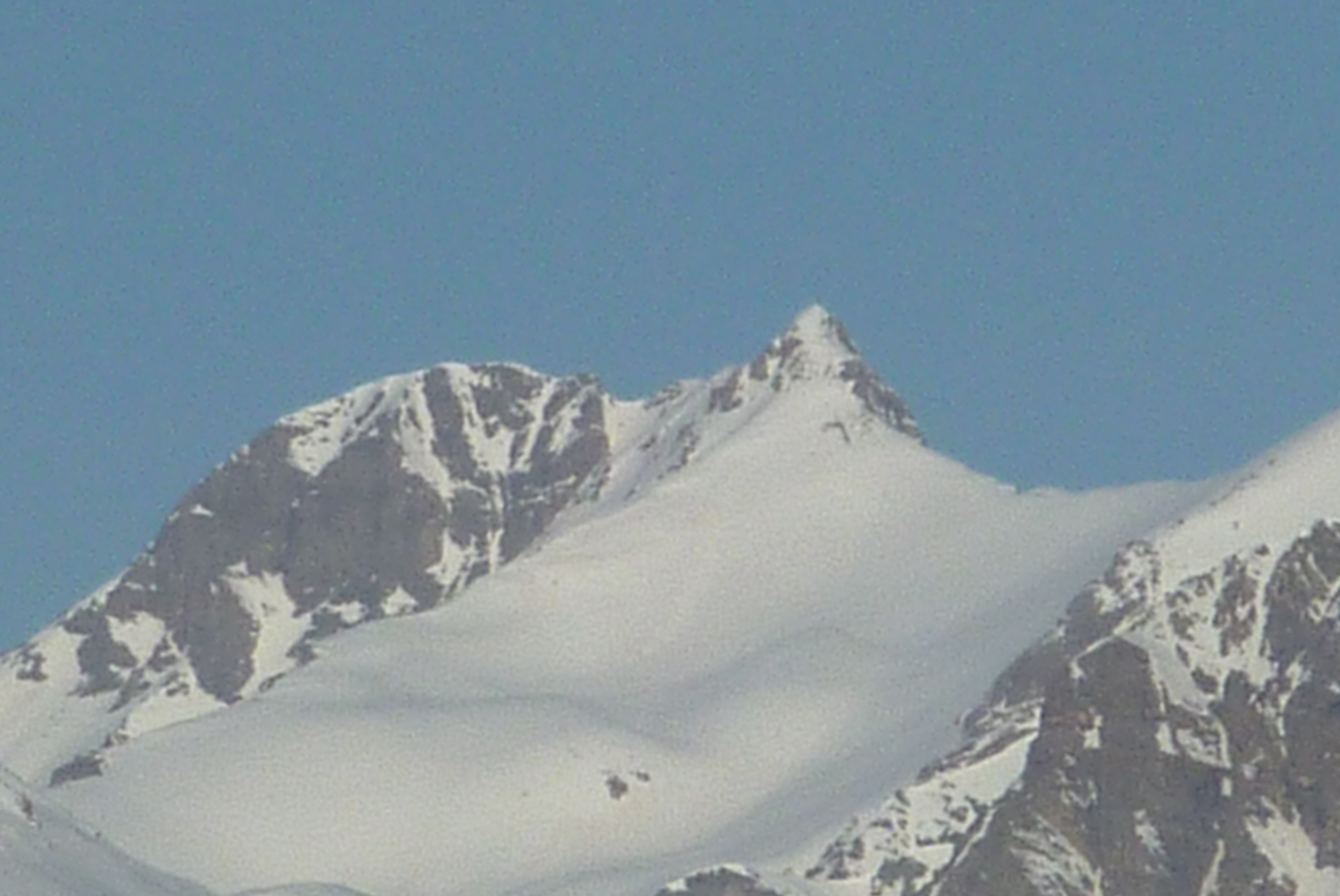
Il Monte Pelat.

Le montagne principali appartenenti alla Catena Pelat-Frema-Grand Coyer sono:
- Monte Pelat - 3.053 m
- Monte Cimet - 3.020 m
- Téton - 2.969 m
- Trou de l'Aigle - 2.961 m
- Grand Cheval de Bois - 2.838 m
- Sommet des Garrets - 2.822 m
- Sommet de la Frema - 2.747 m
- Grandes Tours du Lac - 2.742 m
- Montagne de l'Avalanche - 2.729 m
- Grand Coyer - 2.693 m
- Tête de l'Encombrette - 2.682 m
- Petit Coyer - 2.580 m
- Mouriès - 2.540 m
- Aiguilles de Pelens - 2.523 m
- Mont Saint-Honorat - 2.517 m
- Courradour - 2.157 m
- Puy de Rent - 1.996 m